# Carlos Hyde
(en) Statistiques sur pro-football-reference
Carlos Hyde, né le 20 septembre 1990 à Cincinnati, est un joueur américain de football américain jouant au poste de running back. Il joue pour les Jaguars de Jacksonville dans la National Football League (NFL).

## Biographie

### Enfance
Hyde étudie à la Fork Union Military Academy sous les ordres de l'entraineur John Shuman pendant l'automne 2009. Lors de sa dernière saison lycéenne, en 2009, il parcourt 1 653 yards et inscrit seize touchdowns pour la Naples High School. Il reçoit de nombreux honneurs régionaux comme le Broxson Award donné par le magazine Naples Dailly News. Il s'illustre aussi en basket-ball et athlétisme.

### Carrière universitaire
Il entre en 2010 à l'université d'État de l'Ohio où il fait ses premiers matchs avec les Buckeyes dans le championnat NCAA de football américain. Il fait des bons matchs comme contre l'université du Michigan de l'Est où il parcourt 32 yards en cinq courses ou 48 yards en neuf courses contre l'université de l'Indiana.
En 2011, Hyde est nommé running back titulaire et marque ses deux premiers touchdowns en universitaire contre l'université de Toledo.

### Carrière professionnelle
Carlos Hyde est sélectionné au deuxième tour de la draft de la NFL de 2014 par les 49ers de San Francisco, au 57e rang.
Le 15 mars 2018, il signe un contrat de trois ans avec les Browns de Cleveland. Après six parties à Cleveland, il est échangé le 19 octobre 2018 aux Jaguars de Jacksonville contre un choix de cinquième tour pour la draft de 2019. 
Le 8 mars 2019, il est libéré par les Jaguars. Le lendemain, il signe pour un an avec les Chiefs de Kansas City.

## Statistiques
| Année              | Équipe                  | MJ                 |       | Courses | Courses | Courses | Courses |       | Passes réceptionnées | Passes réceptionnées | Passes réceptionnées | Passes réceptionnées |  | Fumbles | Fumbles |
| Année              | Équipe                  | MJ                 | Nb.   | Yards   | Moy.    | TD      | Nb.     | Yards | Moy.                 | TD                   | Nb.                  | Perdus               |  |         |         |
| 2014               | 49ers de San Francisco  | 14                 | 83    | 333     | 4,0     | 4       | 12      | 68    | 5,7                  | 0                    | 1                    | 1                    |  |         |         |
| 2015               | 49ers de San Francisco  | 7                  | 115   | 470     | 4,1     | 3       | 11      | 53    | 4,8                  | 0                    | 1                    | 0                    |  |         |         |
| 2016               | 49ers de San Francisco  | 13                 | 217   | 988     | 4,6     | 6       | 27      | 163   | 6,0                  | 3                    | 5                    | 3                    |  |         |         |
| 2017               | 49ers de San Francisco  | 16                 | 240   | 938     | 3,9     | 8       | 59      | 350   | 5,9                  | 0                    | 2                    | 1                    |  |         |         |
| 2018               | Browns de Cleveland     | 6                  | 114   | 382     | 3,4     | 5       | 6       | 29    | 4,8                  | 0                    | 1                    | 0                    |  |         |         |
| 2018               | Jaguars de Jacksonville | 8                  | 58    | 189     | 3,3     | 0       | 4       | 4     | 1,0                  | 0                    | 1                    | 1                    |  |         |         |
| 2019               | Texans de Houston       | 16                 | 245   | 1 070   | 4,4     | 6       | 10      | 42    | 4,2                  | 0                    | 4                    | 2                    |  |         |         |
| 2020               | Seahawks de Seattle     | 10                 | 81    | 356     | 4,4     | 4       | 16      | 93    | 5,8                  | 0                    | 1                    | 0                    |  |         |         |
| Totaux en carrière | Totaux en carrière      | Totaux en carrière | 1 153 | 4 726   | 4,1     | 36      | 145     | 802   | 5,5                  | 3                    | 16                   | 7                    |  |         |         |